# 木村聡
木村 聡（きむら さとし、1966年9月2日‐）は、日本の経産官僚。
大臣官房審議官、中小企業庁事業環境部長、内閣官房副長官補付内閣審議官、貿易経済協力局長、内閣府政策統括官（経済財政運営担当）などを経て、2025年7月から、新しい資本主義実現本部事務局長代理。

## 来歴
岐阜県出身。岐阜県立岐阜高等学校を経て、1990年3月、東京大学経済学部を卒業。同年4月、通商産業省に採用される。
経済産業省大臣官房総務課企画官、経済産業政策局調査課長、愛知県産業労働部長、経済産業政策局産業構造課長、商務情報政策局情報経済課長、大臣官房参事官、特許庁総務部総務課長などを務める。
職歴　
- 2017年7月 - 大臣官房審議官
- 2018年6月 - 中小企業庁事業環境部長
- 2019年7月 - 経済産業政策局地域経済産業政策統括調整官 命 内閣官房まち・ひと・しごと創生本部事務局次長
- 2020年7月 - 内閣官房内閣審議官（副長官補付）
- 2021年には、兼務する土地調査検討室次長として、重要土地等調査法の制定を、2022年には、兼務する経済安全保障法制準備室次長として、経済安全保障推進法の制定を、それぞれ補佐。内閣府に、重要土地担当及び経済安全保障担当の２つの政策統括官部局を設置。
- 2022年7月 - 貿易経済協力局長[1]
- 2023年7月 - 内閣府政策統括官（経済財政運営担当）[1] 命 内閣官房新しい資本主義実現本部事務局次長
- 2023年7月から2025年6月にかけて、経済財政諮問会議の運営、骨太の方針2024・2025の策定、2回にわたる経済対策、政府経済見通し及び予算編成の基本方針のとりまとめ等に従事。
- 2025年7月 - 内閣官房内閣審議官[2]、内閣官房新しい資本主義実現本部事務局長代理。